# Сэвил, Джон, 3-й граф Мексборо
Джон Сэвил, 3-й граф Мексборо (англ. John Savile, 3st Earl of Mexborough; 3 июля 1783 — 25 декабря 1860) — британский пэр и политик-консерватор. Он носил титул учтивости — виконт Поллингтон с 1783 по 1830 год.

## Происхождение и образование
Родился 3 июля 1783 года. Единственный сын Джона Сэвила, 2-го графа Мексборо (1761—1830), от его жены Элизабет Стивенсон (1762—1821), дочери Генри Стивенсона. Он получил образование в Итонском колледже и в Тринити-колледже Оксфордского университета.

## Политическая карьера
Виконт Поллингтон заседал в Палате общин Великобритании от Понтефранка (1807—1812, 1812—1826, 1831—1832).
3 февраля 1830 года после смерти своего отца Джон Сэвил унаследовал титулы 3-го графа Мексборо из Лиффорда в графстве Донегол (Пэрство Ирландии), 3-го виконта Поллингтона из Фернса (Пэрство Ирландии) и 3-го барона Поллингтона из Лонгфорда в графстве Лонгфорд (Пэрство Ирландии).

## Брак и дети

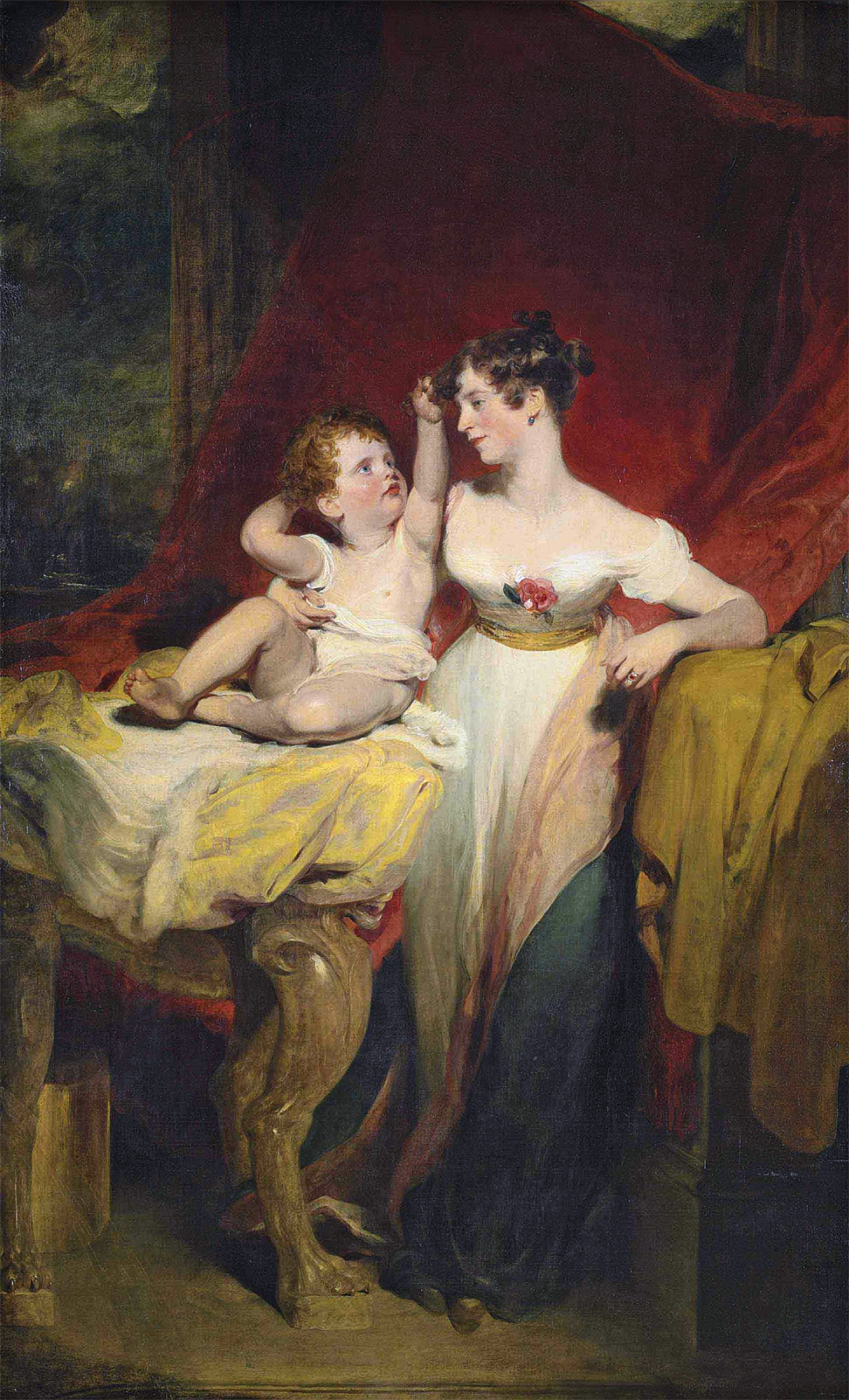
Леди Энн Йорк, графиня Мексборо, жена Джона Сэвила, 3-го графа Мексборо. С сыном Джоном Сэвилом, 4-м графом Мексборо. Портрет Томаса Лоуренса, Коллекция изящных искусств Моретти, Лондон.

29 августа 1807 года лорд Мексборо женился на леди Энн Йорк (1783 — 17 июля 1870), старшей дочери Филиппа Йорка, 3-го графа Хардвика, от его жены Элизабет Линдси, дочери Джеймса Линдси, 5-го графа Балкарреса. У супругов было семеро детей:
- Джон Чарльз Джордж Сэвил, 4-й граф Мексборо (4 июня 1810 — 17 августа 1899)[3], старший сын и преемник отца.
- Достопочтенный Генри Александр Сэвил (12 декабря 1811 — 1 марта 1850)[3]
- Леди Сара Элизабет Сэвил (ок. 1813 — 16 декабря 1890), в 1845 году она вышла замуж за генерал-лейтенанта достопочтенного сэра Джеймса Линдсея, от брака с которым у неё было пять детей.
- Преподобный Достопочтенный Филип Йорк Сэвил (23 августа 1814 — 23 июля 1897)[3]
- Достопочтенный Чарльз Стюарт Сэвил (24 февраля 1816 — 1 марта 1870)[3]
- Лейтенант Достопочтенный Фредерик Сэвил (17 марта 1817 — 3 апреля 1851)[3]
- Преподобный Достопочтенный Артур Сэвил (20 декабря 1819 — 23 апреля 1870)[3].

Лорд Мексборо скончался в декабре 1860 года в возрасте 87 лет, и ему наследовал его старший сын Джон Сэвил, 4-й граф Мексборо.